# コロニヘーヴ
コロニヘーヴ（デンマーク語: kolonihave）は、デンマーク式のコミュニティガーデン。コロニヘーヴは5区画以上のガーデンが集まって構成される。また、デンマークではコロニヘーヴの法制が整備されている。デンマーク語での由来は「集合+ガーデン」である。